# Bahnhof Sapporo
Der Bahnhof Sapporo (jap. 札幌駅, Sapporo-eki) ist ein Bahnhof auf der japanischen Insel Hokkaidō. Er befindet sich im Zentrum von Sapporo im Stadtteil Chūō-ku und ist der wichtigste Schienenverkehrsknotenpunkt Hokkaidōs. Der von der Gesellschaft JR Hokkaido betriebene Bahnhof wird von Zügen auf der Hakodate-Hauptlinie, der Chitose-Linie und der Sasshō-Linie bedient. Außerdem ist er an zwei Linien der U-Bahn Sapporo angeschlossen. Die zehngleisige Anlage ist Teil eines weitläufigen Gebäudekomplexes, das mehrere Einkaufszentren, den JR Tower und einen Busbahnhof umfasst.
Zur besseren Unterscheidung wird der Bahnhofsname im Eisenbahnteil in Kanji-Schriftzeichen geschrieben, während für den U-Bahn-Teil die Hiragana-Schrift verwendet wird (さっぽろ).

## Verbindungen
Sapporo liegt an der Hakodate-Hauptlinie von Hakodate nach Asahikawa, der wichtigsten Bahnstrecke Hokkaidōs. In der Nähe zweigen außerdem die Chitose-Linie und die Sasshō-Linie ab. Der Bahnhof ist der mit Abstand wichtigste von JR Hokkaido, kein anderer wird von annähernd so vielen Zügen bedient. Alle größeren Städte der Insel sind von hier aus ohne Umsteigen erreichbar.
Auf der Hakodate-Hauptlinie in östlicher Richtung stellt der im 30- oder 60-Minuten-Takt verkehrende elektrische Schnellzug Super Kamui die schnellste Verbindung mit Asahikawa her, wobei die Fahrtzeit für die 136,8 km lange Strecke eine Stunde und 25 Minuten beträgt. Mehrmals täglich verkehren auf dieser Strecke die dieselbetriebenen Schnellzüge Super Sōya und Sarobetsu nach Wakkanai sowie Ochotsk nach Abashiri. An bestimmten Tagen im Sommer fährt der „Lavendel-Express“ nach Furano. In westlicher Richtung verkehrt einmal täglich der Niseko Liner nach Kutchan.
Auf der Chitose-Linie verkehren alle ein bis zwei Stunden die dieselbetriebenen Schnellzüge Hokuto und Super Hokuto nach Hakodate, ergänzt um die elektrischen Suzuran-Schnellzüge nach Muroran. Hinzu kommen mehrmals täglich die Dieselschnellzüge Super Ōzora nach Kushiro und Super Tokachi nach Obihiro. Der alle 15 bis 30 Minuten elektrisch verkehrende Airport Liner verbindet Otaru mit Sapporo und dem Flughafen Neu-Chitose.
Im Nahverkehr fahren Regionalzüge in einem dichten Takt nach Hokkaidō-Iryōdaigaku auf der Sassō-Linie, Iwamizawa und Otaru auf der Hakodate-Hauptlinie sowie Tomakomai auf der Chitose-Linie. Von Otaru über Sapporo nach Iwamizawa verkehren Eilzüge mit der Bezeichnung Ishikari Liner.
Das an den Bahnhof angrenzende Esta-Gebäude (der Name ist vom spanischen estación abgeleitet) beherbergt im ersten Stockwerk einen Busbahnhof. Er besitzt drei Bussteige mit insgesamt 18 Haltestellen und wird von mehr als 70 Stadt-, Regional und Fernbuslinien sowie Sightseeing-Bussen bedient. In den Straßen vor dem Südeingang des Bahnhofs halten 36 Buslinien, auf dem nördlichen Bahnhofsvorplatz 17 weitere. Vertreten sind überwiegend die Gesellschaften Hokkaidō Chūō Bus, Jotetsu Bus und JR Hokkaidō Bus.

## Anlage
Der Bahnhof liegt am nördlichen Rand des Stadtzentrums. Nordwestlich davon erstreckt sich der weitläufige Campus der Universität Hokkaidō. Sapporo ist ein von Westen nach Osten ausgerichteter Durchgangsbahnhof, der ganz von einer Bahnhofshalle umschlossen ist; dessen Dach wird als Parkplatz genutzt. Durch den Bahnhof führen elf Gleise, von denen zehn für den Personenverkehr genutzt werden. Diese liegen an fünf Mittelbahnsteigen, am nördlichsten Gleis 11 kann nicht ein- und ausgestiegen werden. Gleise und Bahnsteige liegen erhöht auf einem Viadukt, während das Erdgeschoss als Verteilerebene genutzt wird. Dort sind verschiedene Serviceeinrichtungen, Restaurants und Kioske zu finden. Die Hauptausgänge sind im Norden und Süden.
Von außen ist der eigentliche Bahnhof kaum zu erkennen, da er fast vollständig von anderen Gebäuden umgeben ist. Überragt wird die Anlage vom JR Tower, dem höchsten Gebäude Hokkaidōs. Er steht an der Südostecke, besitzt 38 Stockwerke und ist 173 Meter hoch; im obersten Stockwerk verfügt er über eine Aussichtsplattform. Entlang der gesamten Nordseite des Bahnhofs erstreckt sich auf mehreren Stockwerken das Einkaufszentrum Paseo (spanisch für „Promenade“); es umfasst über 200 Läden, im Erdgeschoss befindet sich ein Touristeninformationszentrum. Zwischen den Bahnsteigen und dem südlichen Ausgang liegt das Einkaufszentrum Stellar Place. Die rund 200 Läden befinden sich zum Teil auf Balkonen, die um einen zentralen Platz angeordnet sind; im siebten Stockwerk ist ein Multiplex-Kino mit zwölf Sälen zu finden. Südlich des JR Tower liegt das Warenhaus Esta, an der Südwestecke des Bahnhofs das Warenhaus Daimaru (für gehobene Ansprüche).
Im Fiskaljahr 2014 wurden durchschnittlich 93.313 Fahrgäste pro Tag gezählt, womit Sapporo mit großem Abstand der am meisten frequentierte Bahnhof von JR Hokkaido ist.

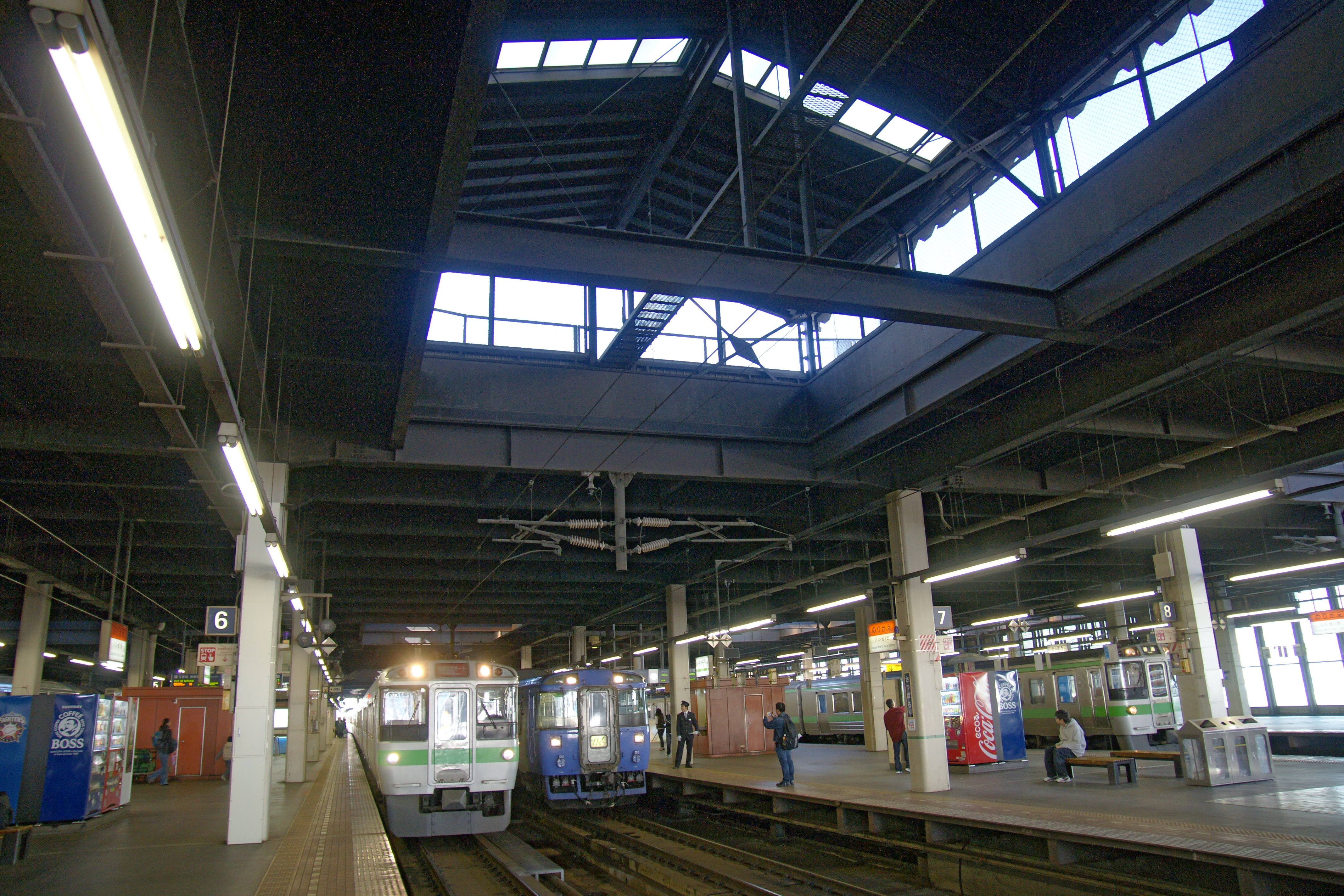
Bahnhofshalle
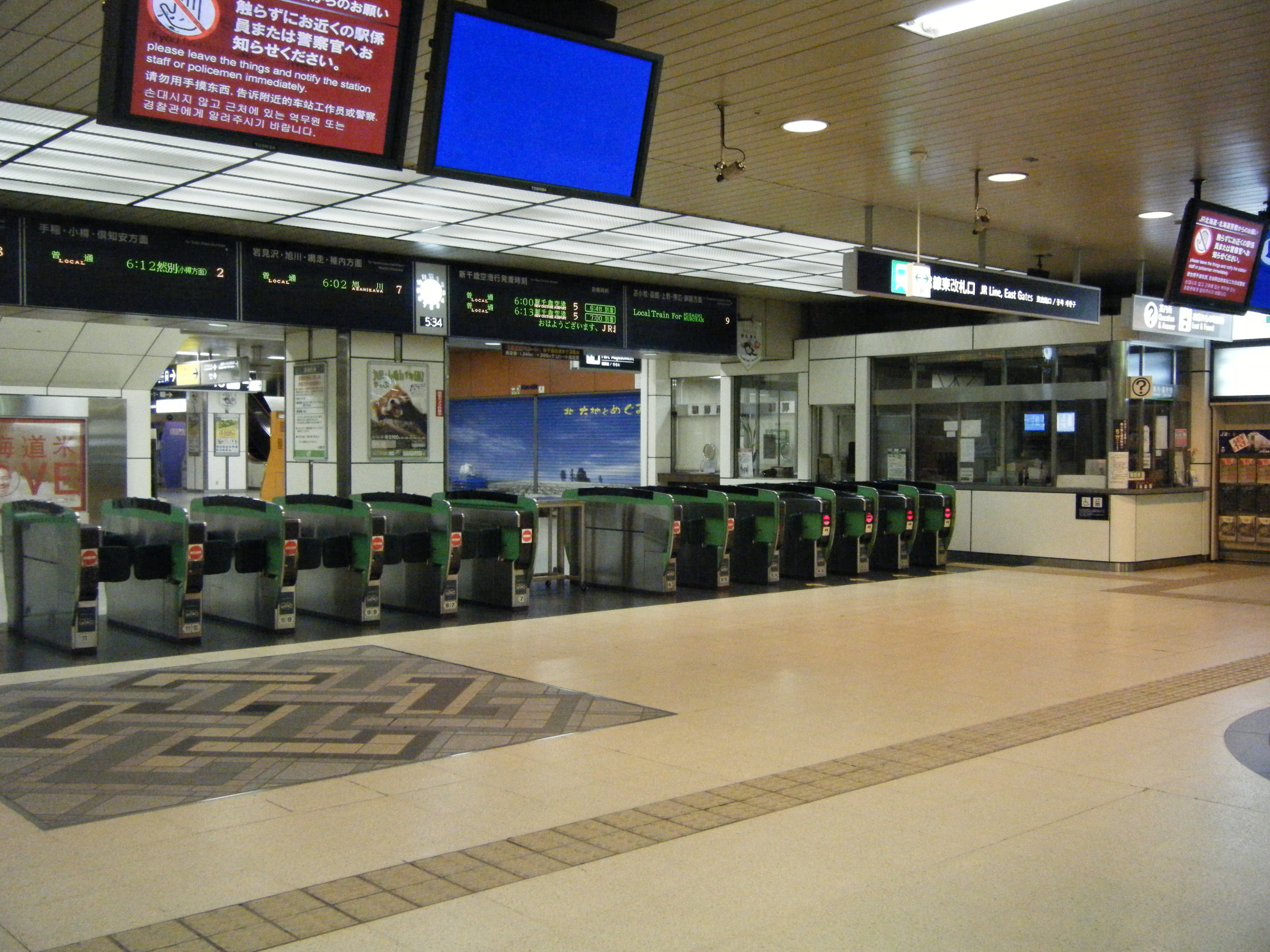
Bahnsteigsperren
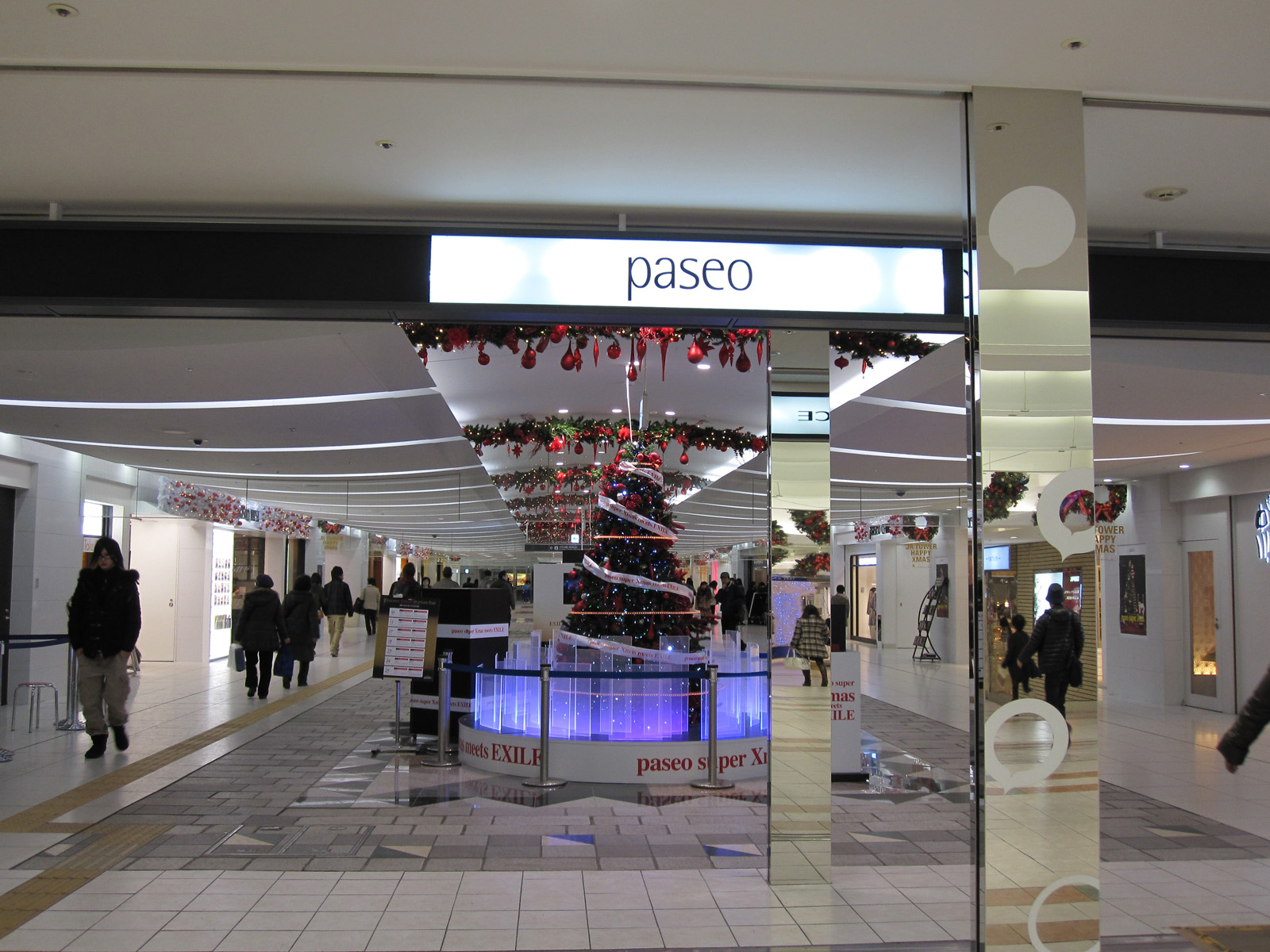
Einkaufszentrum Paseo
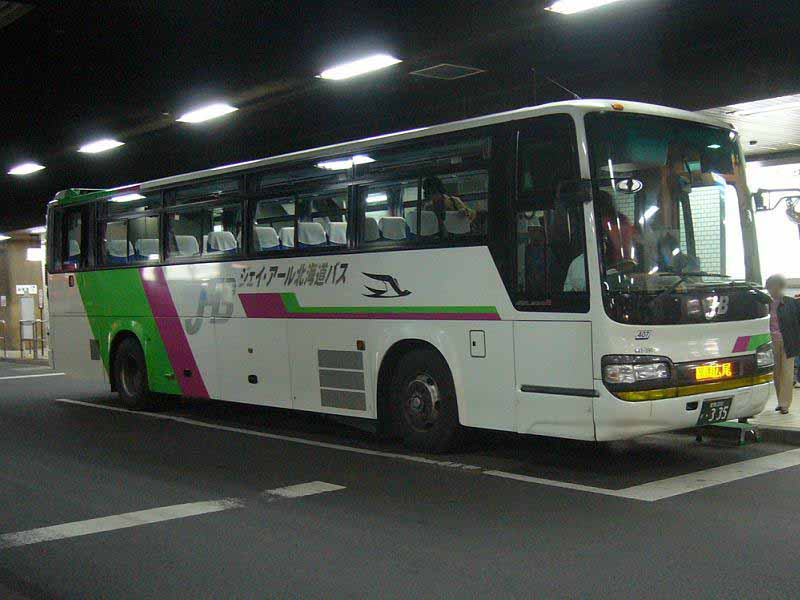
Busbahnhof im Esta-Gebäude
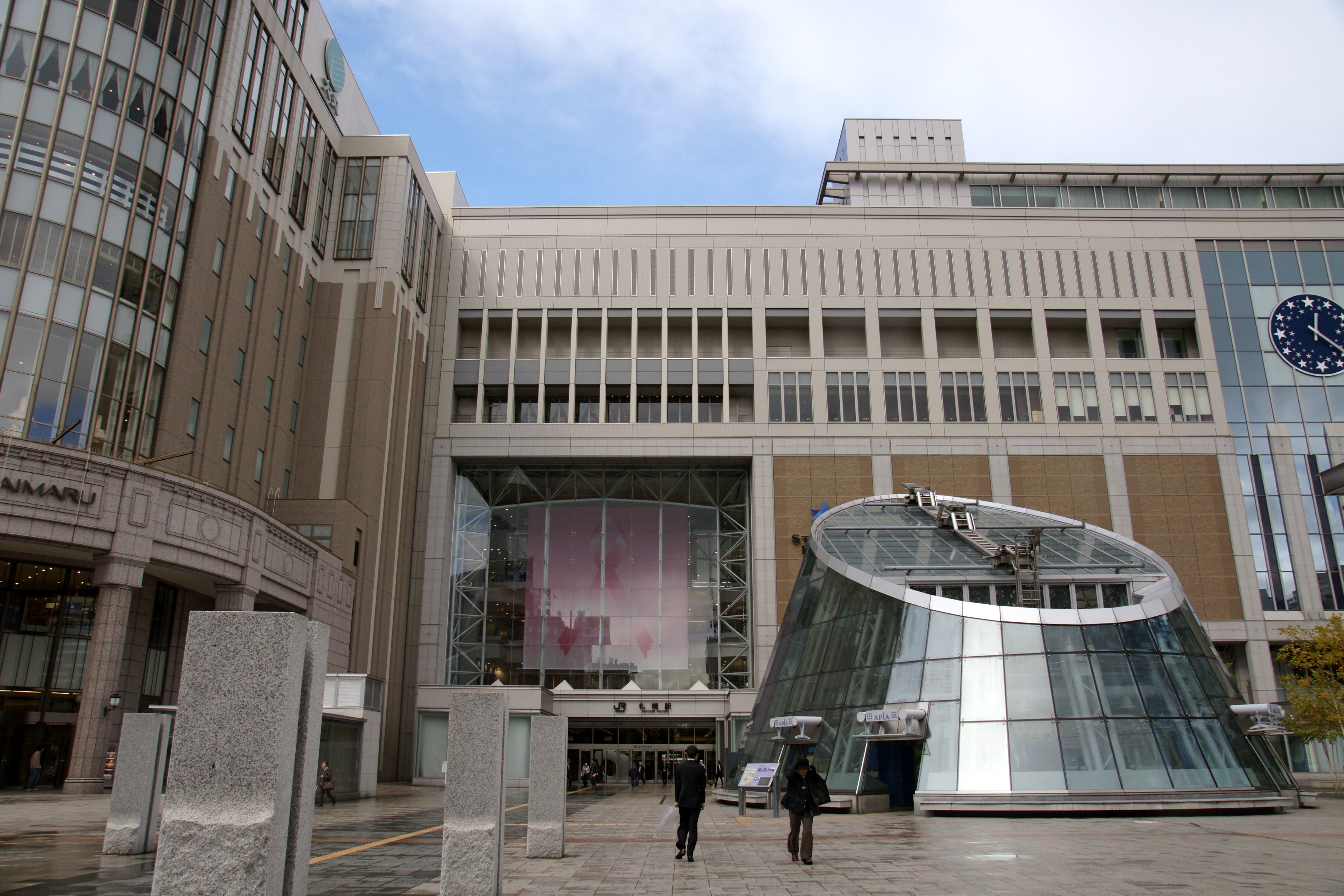
Südlicher Bahnhofsvorplatz
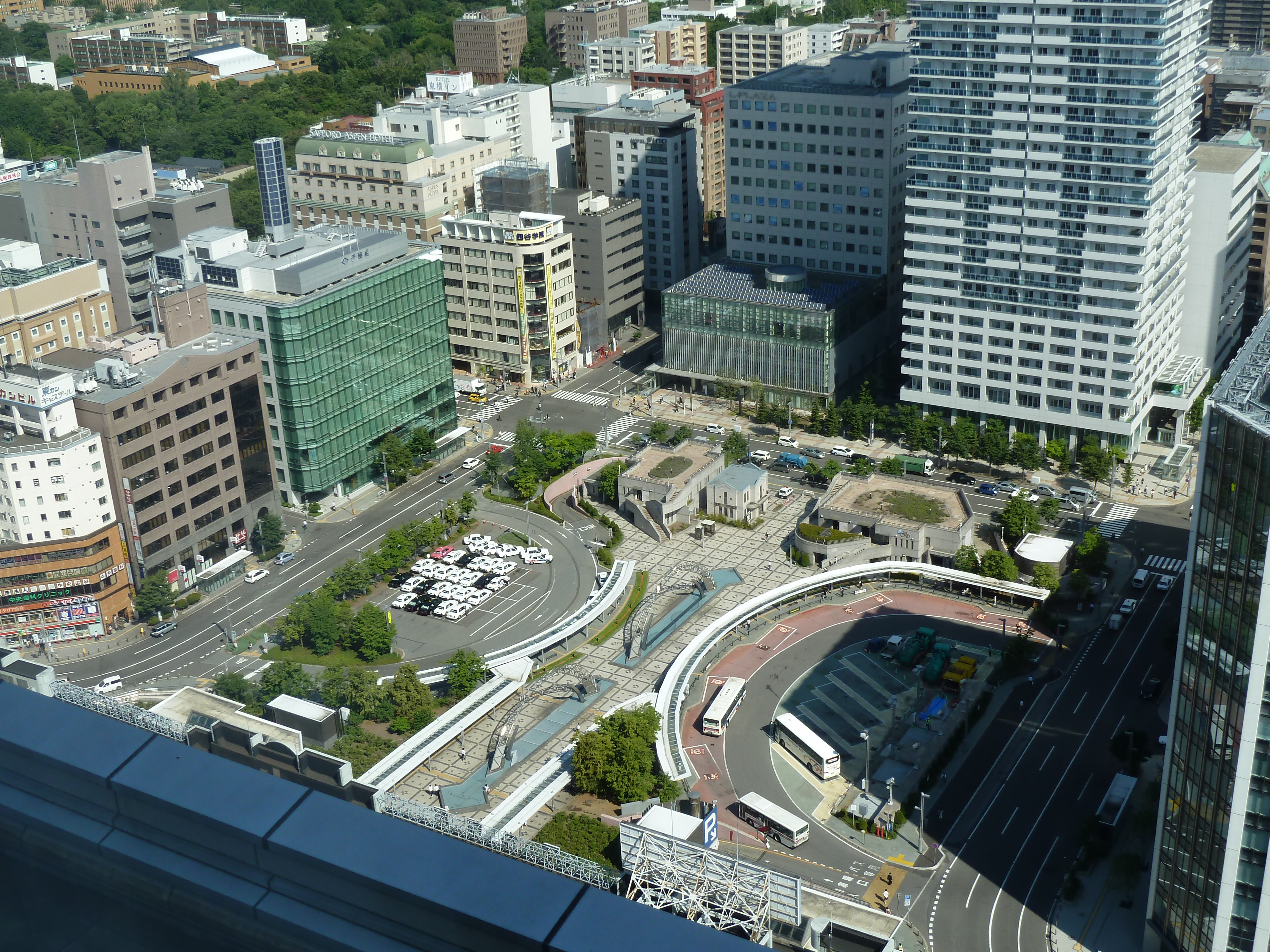
Nördlicher Bahnhofsvorplatz
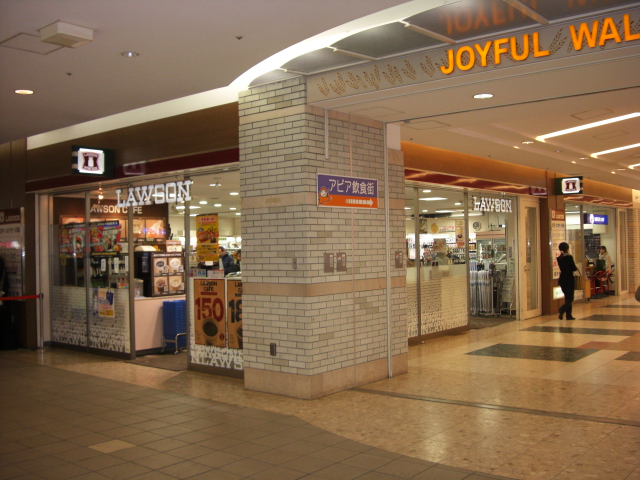
Ladenpassage Apia
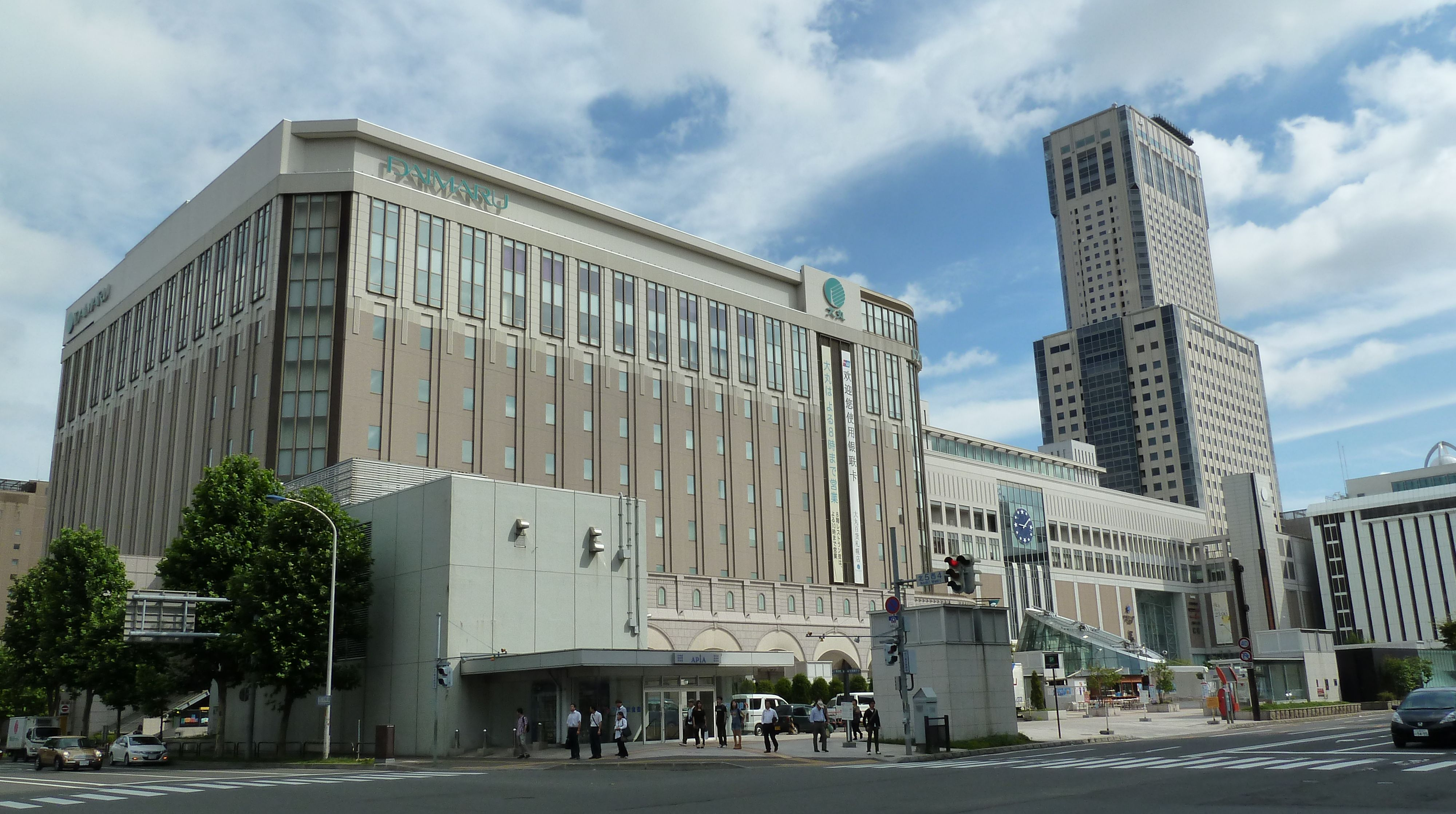
Warenhaus Daimaru und JR Tower

## U-Bahn

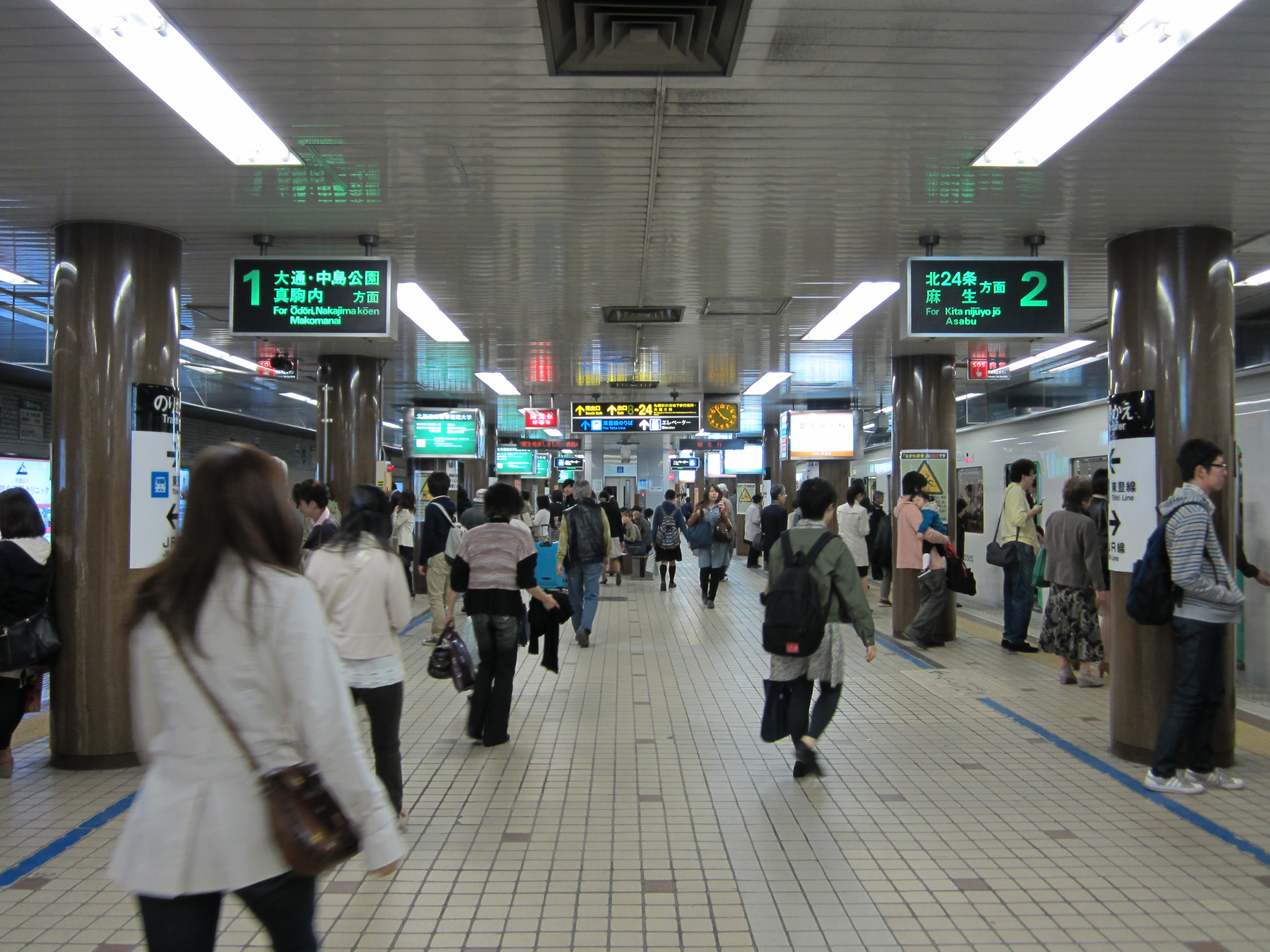
Zugang zur U-Bahn-Station der Namboku-Linie

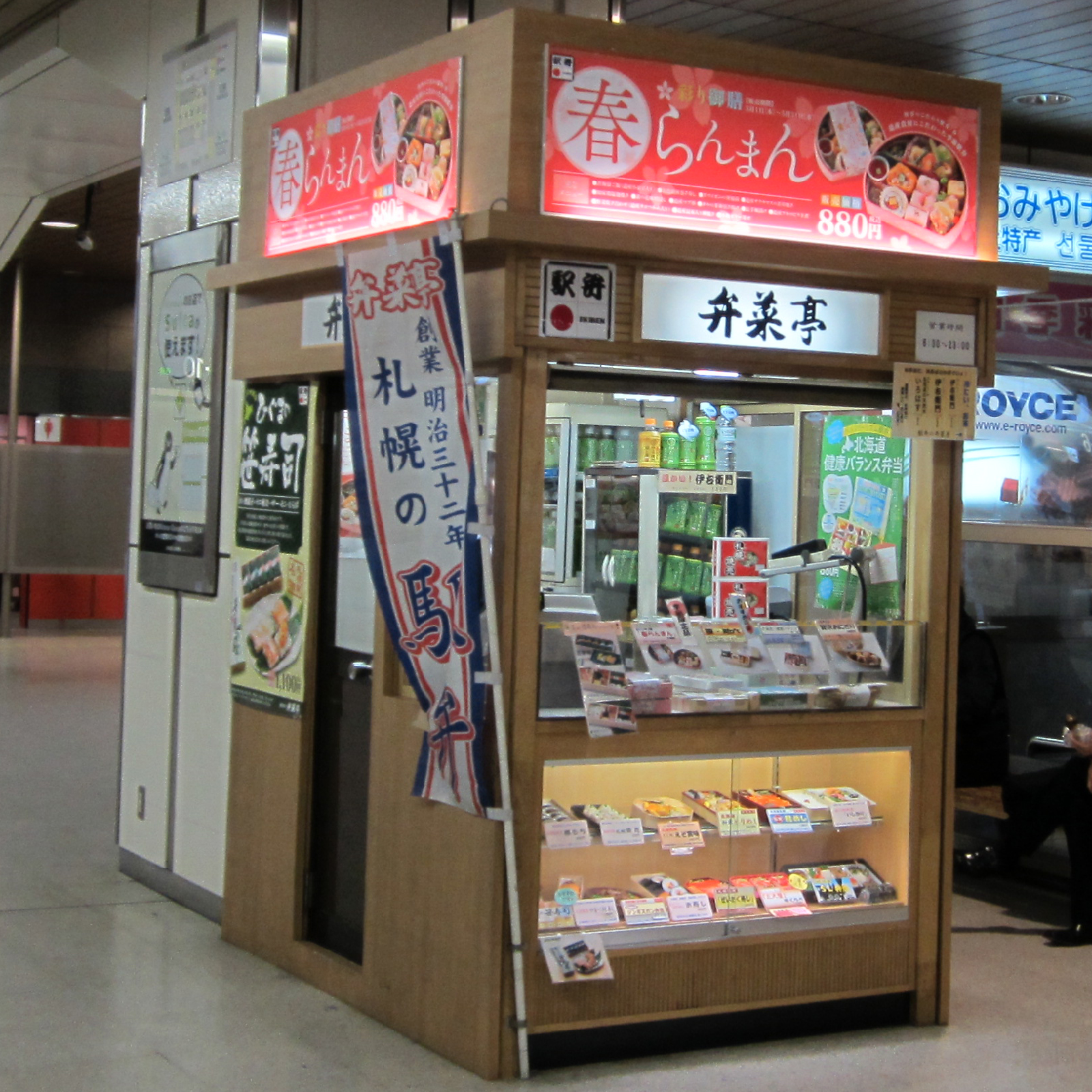
Bensatei (Ekiben-Verkäufe)

Der Bahnhof Sapporo wird durch zwei Linien der U-Bahn Sapporo erschlossen, die Namboku-Linie und die Tōhō-Linie. Sie verlaufen beide in Nord-Süd-Richtung und sind etwa 200 Meter voneinander entfernt (die Namboku-Linie unter dem Westteil des Bahnhofs, die Tōhō-Linie unter dem Ostteil). Die U-Bahn-Stationen sind nicht unmittelbar unter dem Bahnhof angeordnet, sondern etwa 250 Meter südlich davon. Durch die Ladenpassage Apia (mit etwas mehr als 100 Läden) ist die Station der Namboku-Linie zu erreichen, durch einen weiteren Tunnel die Station der Tōhō-Linie. Beide U-Bahn-Stationen sind unterirdisch mit dem Busbahnhof im Esta-Gebäude verbunden.
Unter der Ekimae-dōri („Bahnhofstraße“) und über dem Tunnel der Namboku-Linie verläuft die 520 Meter lange Fußgängerpassage Chikaho in südlicher Richtung bis in die Nähe der übernächsten Station Susukino. Bei der dazwischen liegenden Station Ōdōri ist sie mit den unterirdischen Ladenpassagen Aurora und Pole Town zu einer Art Untergrundstadt verbunden, die Schutz vor dem strengen Winterklima bietet.
Der erste Abschnitt der Namboku-Linie von Kita-nijūyo-jō nach Makomanai wurde am 16. Dezember 1971 eröffnet, sieben Wochen vor Beginn der Olympischen Winterspiele 1972. Am 2. Dezember 1988 folgte das erste Teilstück der Tōhō-Linie zwischen Sakaemachi und Susukino-Hōsui.

## Gleise

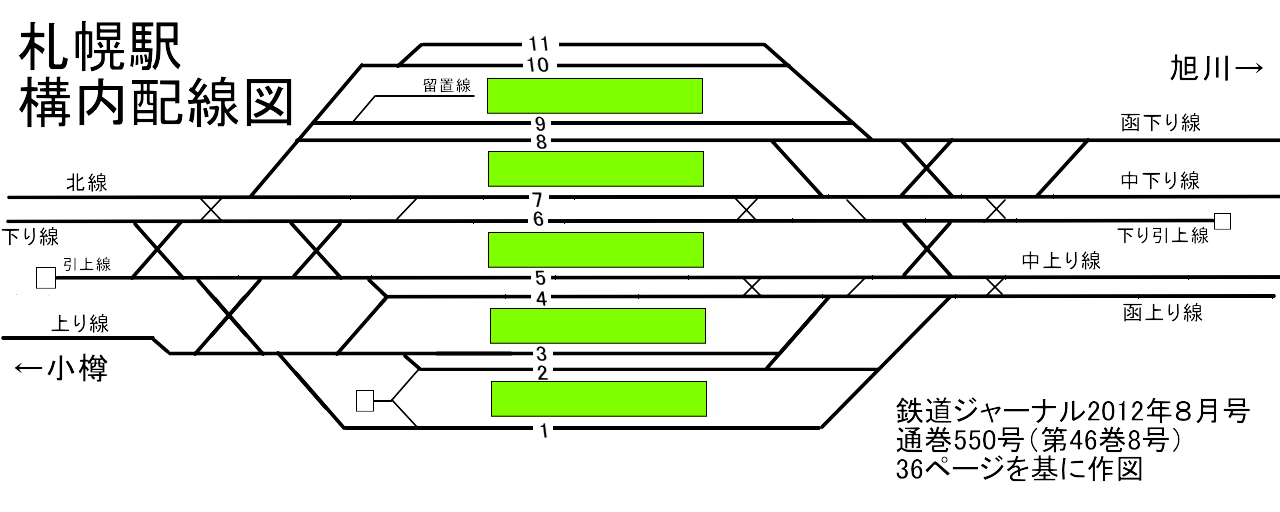
Gleisplan

| 2–4  | ▉ Hakodate-Hauptlinie | Teine • Otaru                                      |
| 5–8  | ▉ Chitose-Linie       | Minami-Chitose • Flughafen Neu-Chitose • Tomakomai |
| 9/10 | ▉ Hakodate-Hauptlinie | Iwamizawa • Takikawa • Asahikawa                   |
| 11   | ▉ Sasshō-Linie        | Tōbetsu • Hokkaidō-Iryōdaigaku                     |

## Linien
| Verlauf der Hakodate-Hauptlinie |
| --- |
| Hakodate • Goryōkaku • Kikyō • Ōnakayama • Nanae • Shin-Hakodate-Hokuto • Niyama • Ōnuma • Ōnumakōen • Akaigawa • Komagatake • Mori • Katsuragawa • Ishiya • Hon-Ishikura • Ishikura • Otoshibe • Nodaoi • Yamakoshi • Yakumo • Washinosu • Yamasaki • Kuroiwa • Kita-Toyotsu • Kunnui • Oshamambe • Futamata • Warabitai • Kuromatsunai • Neppu • Mena • Rankoshi • Konbu • Niseko • Hirafu • Kutchan • Kozawa • Ginzan • Shikaribetsu • Niki • Yoichi • Ranshima • Shioya • Otaru • Minami-Otaru • Otaru-Chikkō • Asari • Zenibako • Hoshimi • Hoshioki • Inaho • Teine • Inazumikōen • Hassamu • Hassamuchūō • Kotoni • Sōen • Sapporo • Naebo • Shiroishi • Atsubetsu • Shinrinkōen • Ōasa • Nopporo • Takasago • Ebetsu • Toyohoro • Horomui • Kami-Horomui • Iwamizawa • Minenobu • Kōshunai • Bibai • Chashinai • Naie • Toyonuma • Sunagawa • Takikawa • Ebeotsu • Moseushi • Fukagawa • Osamunai • Chikabumi • Asahikawa Sawara-Zweigstrecke: Ōnuma • Chōshiguchi • Shikabe • Oshima-Numajiri • Oshima-Sawara • Kakarima • Oshironai • Higashi-Mori • Mori |

| Verlauf der Chitose-Linie |
| --- |
| Sapporo • Naebo • Shiroishi • Heiwa • Shin-Sapporo • Kami-Nopporo • Kita-Hiroshima • Shimamatsu • Megumino • Eniwa • Sapporo Beer Teien • Osatsu • Chitose • Minami-Chitose • Bibi • Uenae • Numanohata Flughafen-Zweigstrecke: Minami-Chitose • Shin-Chitose Kūkō |

| Verlauf der Sasshō-Linie |
| --- |
| Sapporo • Sōen • Hachiken • Shinkawa • Shin-Kotoni • Taihei • Yurigahara • Shinoro • Takuhoku • Ainosato-Kyōikudai • Ainosato-Kōen • Ishikari-Futomi • Ishikari-Tōbetsu • Hokkaidō-Iryōdaigaku |

## Geschichte

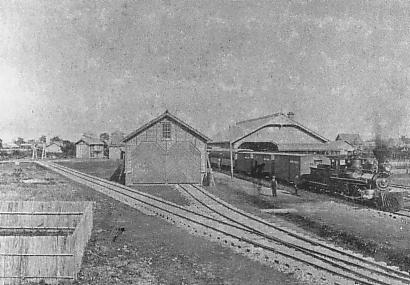
Der Bahnhof um 1880

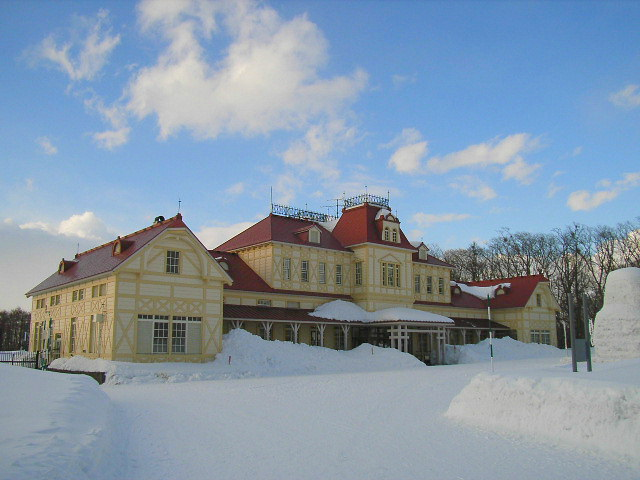
Nachbildung des Bahnhofsgebäudes von 1908

Die staatliche Bahngesellschaft Horonai Tetsudō eröffnete am 28. November 1880 den ersten Abschnitt der Hakodate-Hauptlinie zwischen Sapporo und Minami-Otaru, zusammen mit der anschließenden Temiya-Linie zum Hafen von Otaru. Es handelte sich dabei um die erste Bahnstrecke auf Hokkaidō. In Sapporo existierte am heutigen Standort zunächst ein Bedarfshalt. Die Bahngesellschaft nahm im August 1881 den Güterumschlag auf und im Januar 1882 erhielt Sapporo mit der Eröffnung eines Empfangsgebäudes einen definitiven Bahnhof. Am 25. Juni 1882 wurde die Strecke in östlicher Richtung nach Ebetsu verlängert.

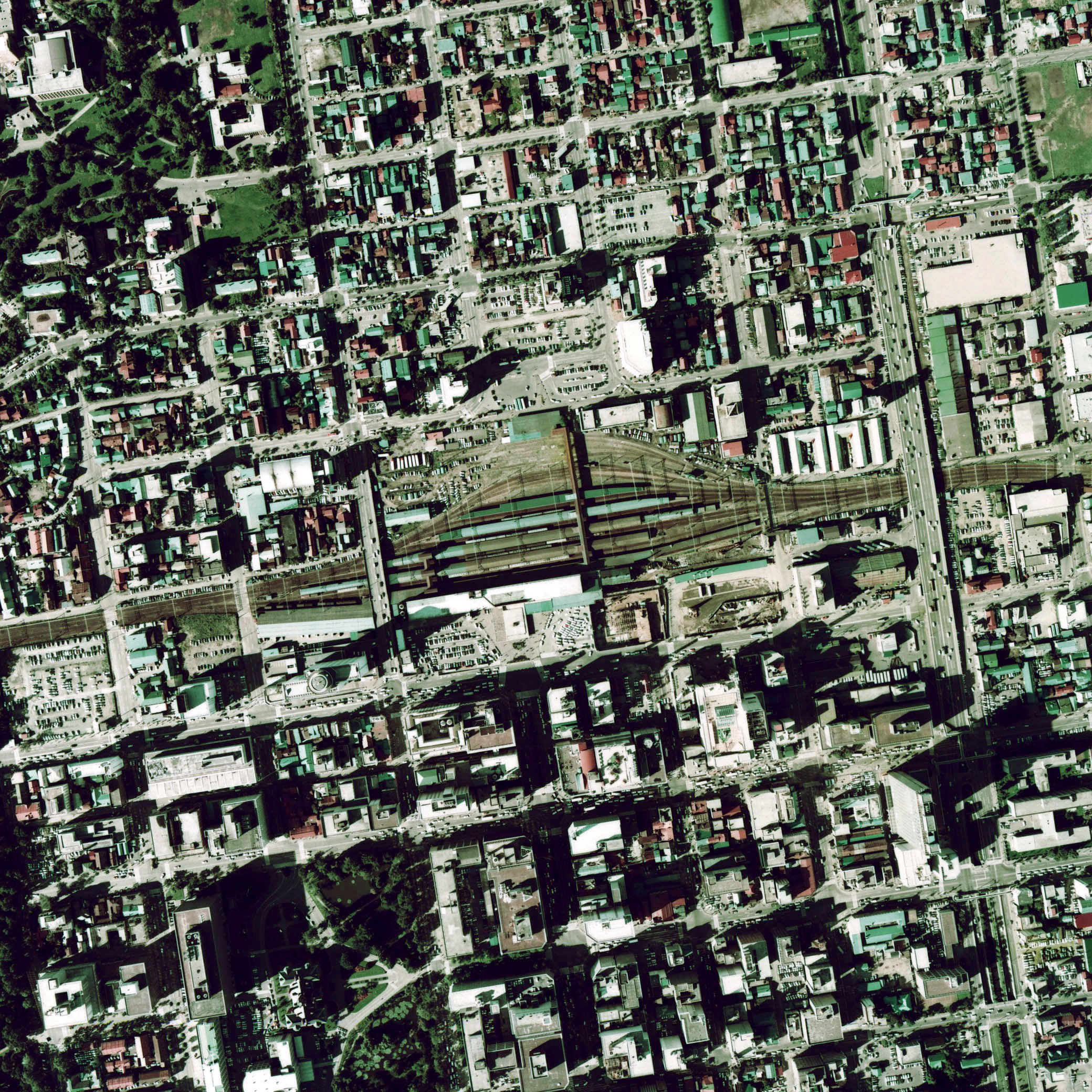
Luftansicht (1976)

Nachdem die Horonai Tetsudō 1889 an die private Bergbau- und Bahngesellschaft Hokkaidō Tankō Tetsudō verkauft worden war, erweiterte die neue Besitzerin in der ersten Jahreshälfte 1890 das Empfangsgebäude. Im Herbst 1898 errichtete sie eine Fußgängerüberführung auf der Westseite der Anlage. Am 1. Oktober 1906 ging die Hokkaidō Tankō Tetsudō in Staatsbesitz über. Ein Brand zerstörte das Empfangsgebäude im Oktober 1907, der daraufhin errichtete Ersatz wurde am 5. Dezember 1908 eröffnet. Es besaß einen westlich-amerikanischen Stil und war mit Fachwerk sowie rot eingedeckten Satteldächern ausgestattet. In der zweiten Jahreshälfte 1909 baute das Eisenbahnamt (das spätere Eisenbahnministerium) die Strecke Zenibako–Sapporo–Nopporo auf Doppelspur aus.
Im Februar 1949 entstand eine zweite Fußgängerüberführung an der Ostseite der Anlage, ab Juni 1949 war neu die Japanische Staatsbahn für den Bahnhof verantwortlich. Diese riss das Empfangsgebäude von 1908 ab und ersetzte es durch einen viergeschossigen Neubau, der im Dezember 1952 eröffnet wurde. In den neuen Bahnhof war auch ein Warenhaus integriert. Am 1. Juni 1958 stellte die Staatsbahn den Güterumschlag im Bahnhof Sapporo ein. 1963 erhielt er ein zweites Empfangsgebäude an der Nordseite, während man das Gebäude auf der Südseite zwei Jahre später um ein Stockwerk erhöhte. Im März 1972 kam eine unterirdische Ladenpassage hinzu (die heutige Apia), im September 1978 an der Südostseite das Einkaufszentrum Esta.
Im November 1978 begann ein kompletter Umbau des Bahnhofs, der sich zunehmend zu einem Flaschenhals entwickelt hatte. Unter laufendem Betrieb wurden die Gleise und Bahnsteige auf einen breiten Viadukt verlegt, während auf Bodenniveau eine Verteilerebene entstand. Diese Arbeiten dauerten über zehn Jahre. Mit der Privatisierung der Staatsbahn ging der Bahnhof am 1. April 1987 in den Besitz der neuen Gesellschaft JR Hokkaido über. Die erste Etappe des Umbaus war am 3. November 1988 abgeschlossen: Die Gleise 3 bis 11 befanden sich nun vollständig in erhöhter Lage, ebenso der westlich anschließende Streckenabschnitt Sapporo–Kotoni. Am selben Tag wurde auch das Einkaufszentrum Paseo an der Nordseite des Bahnhofs eröffnet. Die neuen Gleise 1 und 2 waren am 1. September 1990 betriebsbereit und der Streckenabschnitt zwischen Sapporo und Sōen erhielt am 1. November 1994 ein drittes Gleis für die Züge der Sasshō-Linie. Im März 2000 begannen die Arbeiten am JR Tower, die drei Jahre später abgeschlossen waren. Im März 2011 wurde die unterirdische Fußgängerpassage Chikaho eröffnet.

## Zukunft
Zurzeit wird die Hochgeschwindigkeitsstrecke Hokkaidō-Shinkansen von Shin-Hakodate-Hokuto nach Sapporo verlängert. Die Neubaustrecke soll im Jahr 2031 eröffnet werden. Wie sie in den Bahnhof geführt werden soll, ist noch nicht abschließend geklärt. Es sind zwei Hauptvarianten im Gespräch: Die Präfektur- und Stadtbehörden sowie die Infrastrukturgesellschaft JRTT bevorzugen die Umnutzung der Gleise 1 und 2 an der Südseite für den alleinigen Shinkansen-Verkehr. Dies hätte jedoch eine Kapazitätsverringerung beim übrigen Bahnverkehr zur Folge, die nur mit dem Bau eines zusätzlichen Bahnsteigs an der Nordseite vermieden werden könnte. JR Hokkaido wiederum bevorzugt den Bau eines unterirdischen Shinkansen-Bahnhofs östlich der bestehenden Anlage, was aber mit sehr hohen Kosten verbunden wäre.